# Lijst van beschermd erfgoed in Beaumont
Onderstaande tabel geeft een overzicht van de beschermde erfgoederen in de gemeente Beaumont. Het beschermd erfgoed maakt deel uit van het cultureel erfgoed in België.
| Object                                                                                           | Bouwjaar/architect | Deelgemeente      | Adres                          | Coördinaten                   | Nummer?                | Afbeelding                                                                                      |
| ------------------------------------------------------------------------------------------------ | ------------------ | ----------------- | ------------------------------ | ----------------------------- | ---------------------- | ----------------------------------------------------------------------------------------------- |
| Salamandertoren                                                                                  |                    | Beaumont          | Rue de la Poterne              | 50° 14' 7" NB, 4° 14' 3" OL   | 56005-CLT-0001-01 Info | Salamandertoren                                                                                 |
| Kapel van Sint-Julianus Hospitator (monument) geheel van de kapel, terrein en toegangsweg (site) |                    | Beaumont          | Chemin des Roquettes           | 50° 13' 59" NB, 4° 14' 5" OL  | 56005-CLT-0006-01 Info | Kapel van Sint-Julianus Hospitator (monument)geheel van de kapel, terrein en toegangsweg (site) |
| Parochiekerk Sint-Lambertus                                                                      |                    | Barbençon         | Rue de l'Église                | 50° 13' 12" NB, 4° 16' 46" OL | 56005-CLT-0007-01 Info | Parochiekerk Sint-Lambertus                                                                     |
| Parochiekerk Sint-Martinus (monument) ensemble van kerk, kerkhof en kerkhofmuur (site)           |                    | Leval-Chaudeville | Place Dupuis                   | 50° 14' 8" NB, 4° 12' 33" OL  | 56005-CLT-0009-01 Info | Parochiekerk Sint-Martinus (monument)ensemble van kerk, kerkhof en kerkhofmuur (site)           |
| Parochiekerk Sint-Martinus                                                                       |                    | Renlies           | Rue du Village                 | 50° 11' 31" NB, 4° 15' 56" OL | 56005-CLT-0011-01 Info |                                                                                                 |
| Baljuwhuis                                                                                       |                    | Beaumont          | Rue de Binche 6                | 50° 14' 17" NB, 4° 14' 5" OL  | 56005-CLT-0013-01 Info |                                                                                                 |
| Kasteel-hoeve van Jette Feuille                                                                  |                    | Barbençon         | Jette Feuille 1                | 50° 14' 10" NB, 4° 18' 40" OL | 56005-CLT-0014-01 Info |                                                                                                 |
| Kapel van de Heilige Maagd                                                                       |                    | Renlies           | Place de Géramont              | 50° 11' 17" NB, 4° 16' 1" OL  | 56005-CLT-0015-01 Info |                                                                                                 |
| Kapel Onze-Lieve-Vrouw van de Zeven Smarten                                                      |                    | Renlies           | Rue du Village                 | 50° 11' 29" NB, 4° 15' 52" OL | 56005-CLT-0016-01 Info |                                                                                                 |
| Stadsvesten van Beaumont                                                                         |                    | Beaumont          |                                | 50° 14' 17" NB, 4° 13' 60" OL | 56005-CLT-0019-01 Info | Stadsvesten van Beaumont                                                                        |
| Gevels en daken van de oude pastorie                                                             |                    | Thirimont         | Place de Thirimont 14          | 50° 15' 40" NB, 4° 14' 5" OL  | 56005-CLT-0020-01 Info |                                                                                                 |
| 18de-eeuwse pijlerkapel                                                                          |                    | Barbençon         | Rue Les Trous / Rue de l'Étang | 50° 13' 8" NB, 4° 17' 3" OL   | 56005-CLT-0021-01 Info |                                                                                                 |
| Hoeve Peruque                                                                                    |                    | Barbençon         | Rue de la Toffette 11          | 50° 13' 21" NB, 4° 17' 12" OL | 56005-CLT-0022-01 Info |                                                                                                 |